# Wollastonia
Die Pflanzengattung Wollastonia gehört zur Unterfamilie der Asteroideae innerhalb der Familie der Korbblütler (Asteraceae).

## Beschreibung

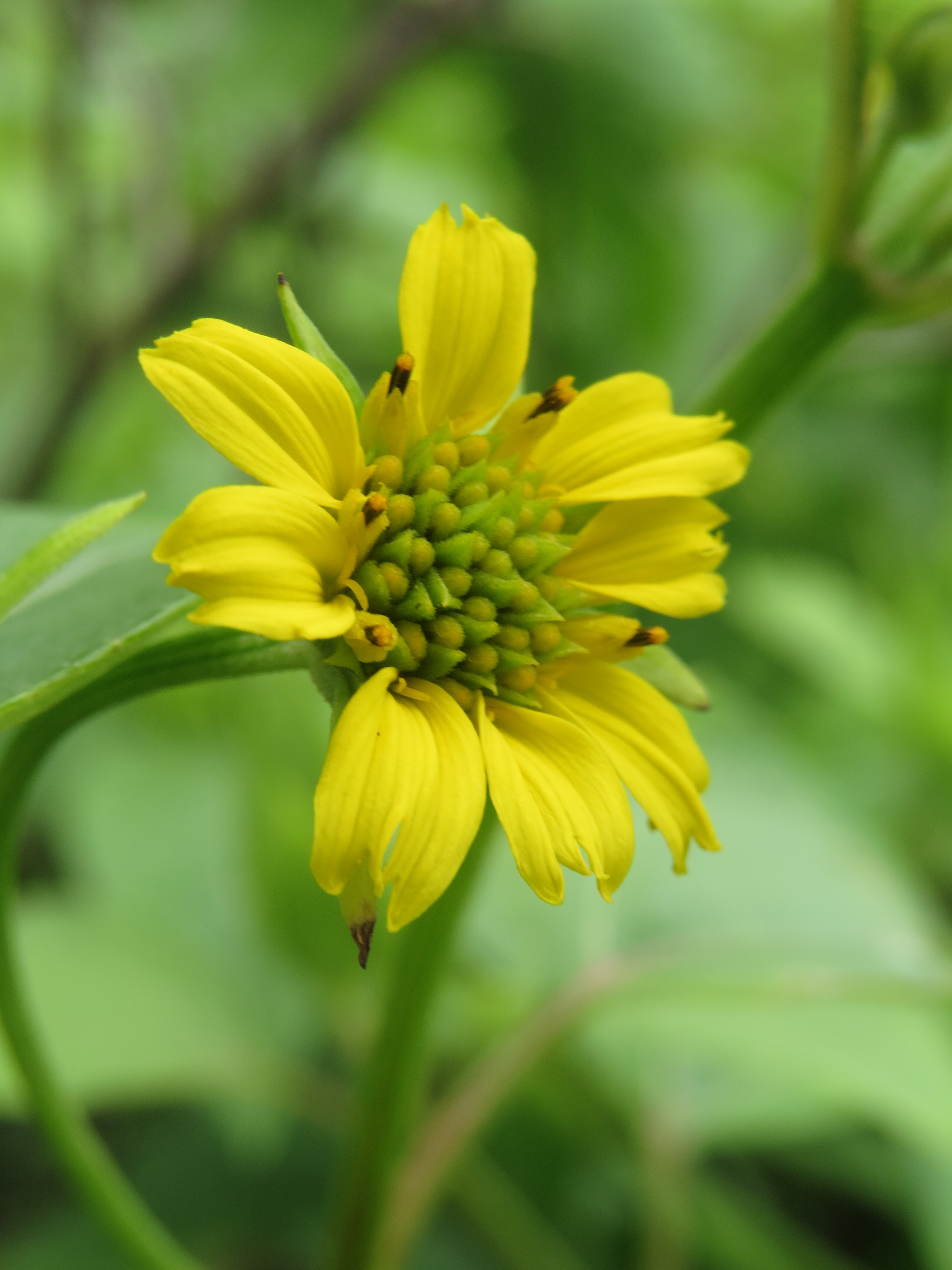
Blütenkorb von Wollastonia biflora

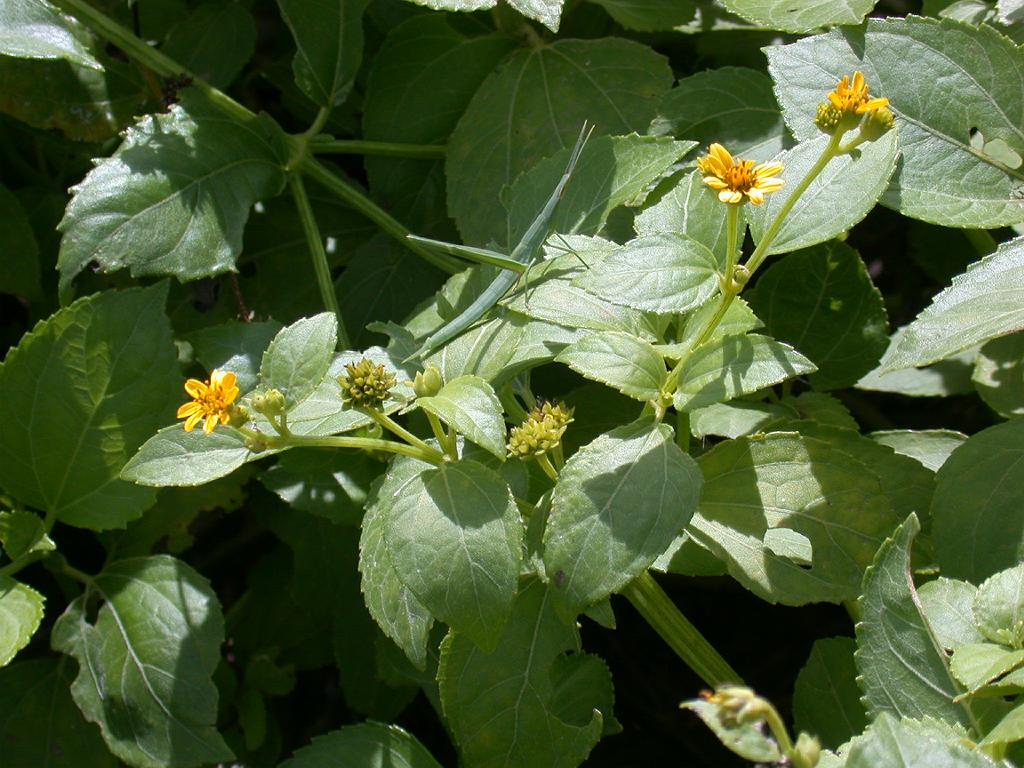
Gegenständige Laubblätter und Blütenkorb von Wollastonia biflora

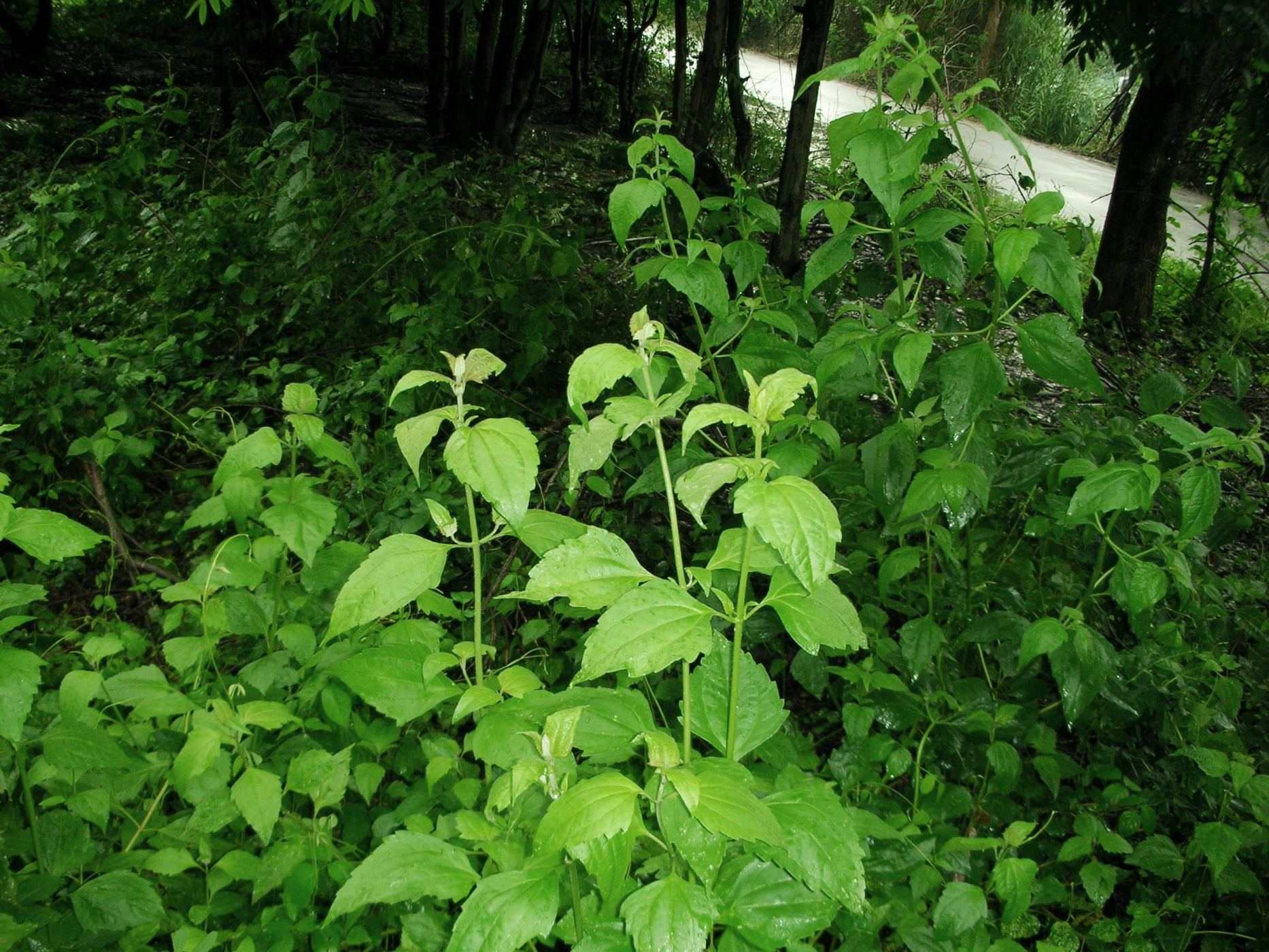
Habitus und gegenständige Laubblätter von Wollastonia biflora

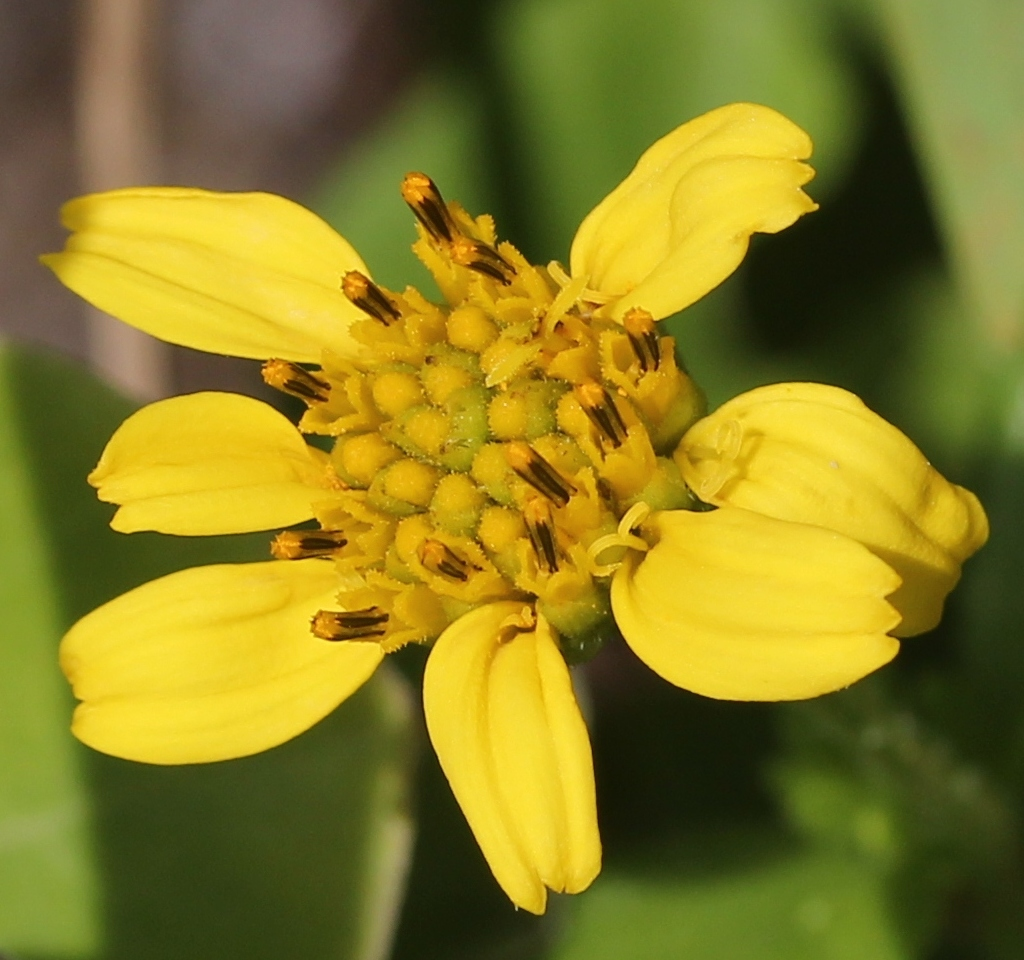
Blütenkorb von Wollastonia prostrata

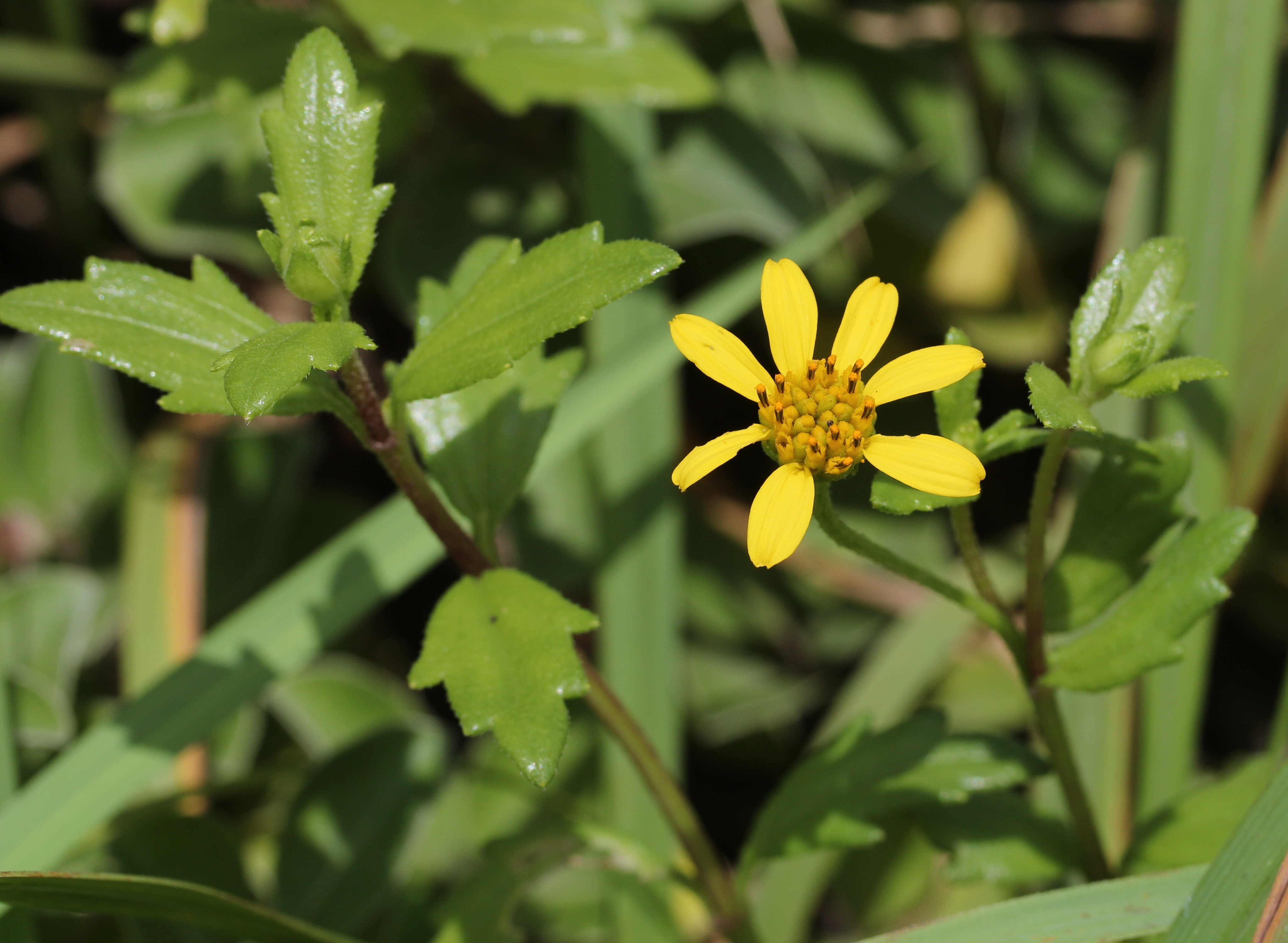
Gegenständige Laubblätter und Blütenkorb von Wollastonia prostrata

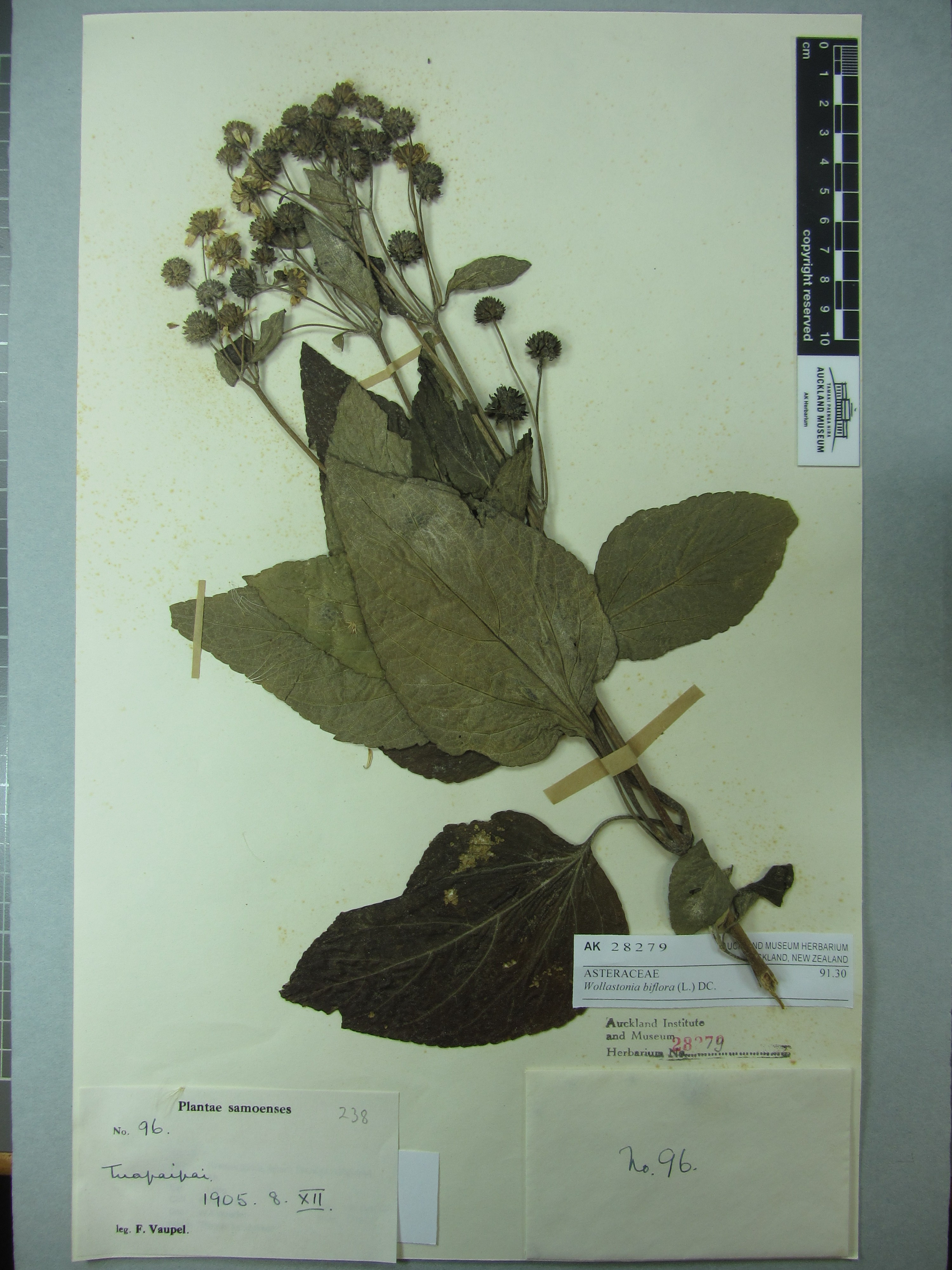
Herbarbeleg von Wollastonia biflora

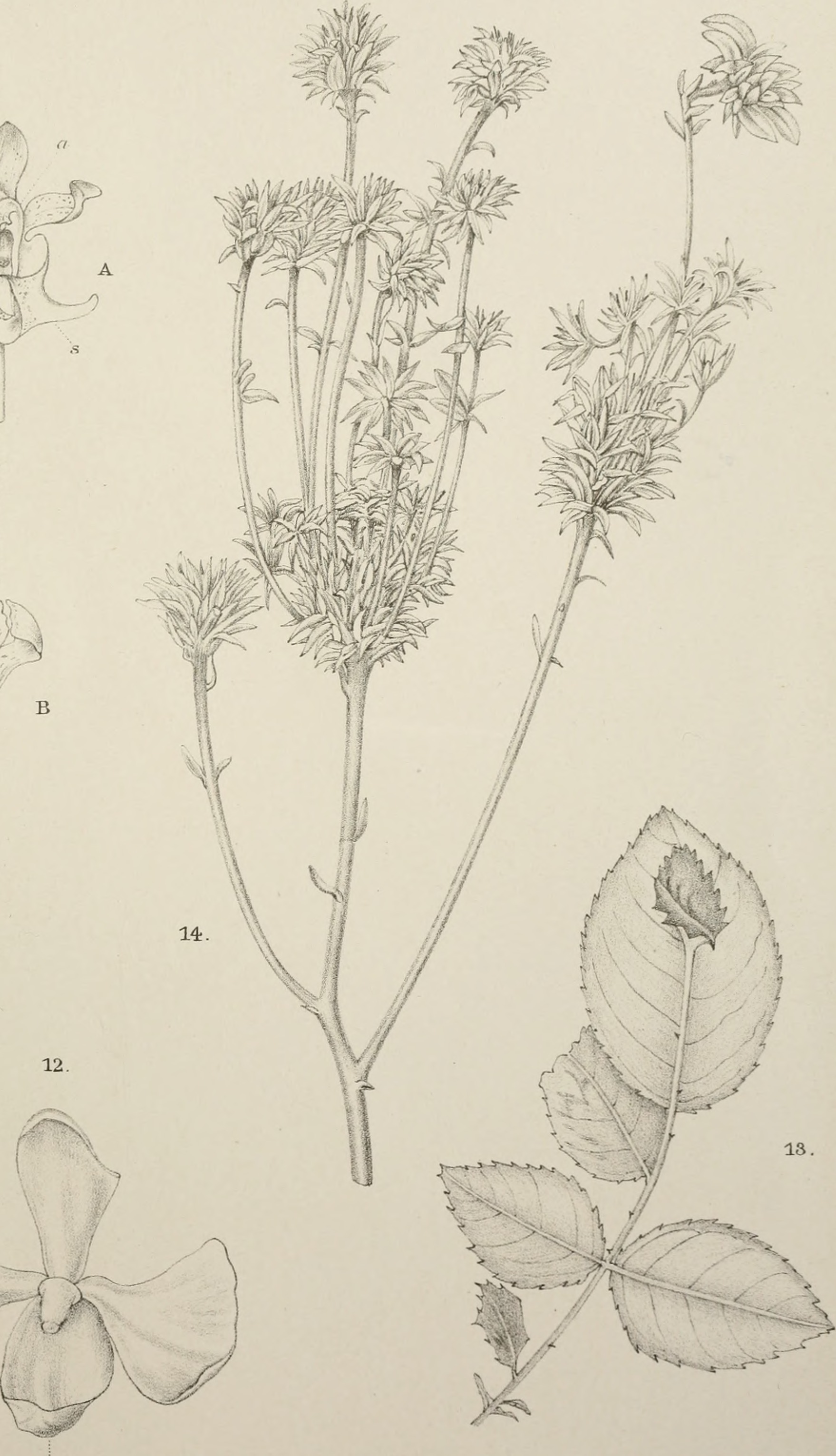
Illustration aus Annales du Jardin botanique de Buitenzorg: 14 Wollastonia biflora

### Vegetative Merkmale
Wollastonia-Arten sind selten einjährige, meist ausdauernde krautige Pflanzen bis Halbsträucher oder niedrige Sträucher. Es sind Pfahlwurzeln vorhanden und es werden manchmal Wurzeln an den Knoten (Nodien) der Sprossachsen gebildet. Die mehr oder weniger selbstständig aufrechten, niederliegenden oder kletternden Sprossachsen verholzen bei manchen Arten an ihrer Basis.
Die gegenständig an der Sprossachse verteilt angeordneten Laubblätter sind in Blattstiel und Blattspreite gegliedert oder seltener sitzend. Die einfachen oder manchmal drei- bis fiederlappigen, selten drei- bis fiederteiligen Blattspreiten sind lanzettlich, linealisch bis eiförmig oder deltaförmig mit spitz zulaufender bis gestutzter Spreitenbasis. Die Blattränder sind meist entfernt bis dicht gesägt oder gezähnt bis selten glatt. Die Blattflächen sind meist rau oder striegelig behaart, manchmal mit feineren oder hakenförmigen Trichomen dazwischen und meist drüsig behaart. Es sind meist drei Hauptnerven vorhanden.

### Generative Merkmale
Die körbchenförmigen Blütenstände stehen auf oft langen Korbschäften endständig einzeln oder zu wenigen in offenen, dichasialen, zymösen Gesamtblütenständen zusammen.
Die halbkugelförmigen bis glockenförmigen Hüllen (Involucrum) enthalten die Hüllblätter in etwa zwei fast gleichen Reihen. Alle Hüllblätter sind meist lanzettlich bis eiförmig, nur manchmal linealisch und pergamentartig. Die Blütenstandsböden sind konvex. Die steifen, häutigen Spreublätter sind linealisch oder lanzettlich bis eiförmig mit einem grünen, stumpfem bis wenig zugespitztem verdicktem oberen Ende und gekielt und im unteren stark gerillten Bereich und auf der Unterseite rau. Die inneren Hüllblätter sind nach innen gekrümmt und umhüllen die heranwachsenden Achänen mehr oder weniger kaputzenförmig.
Die Blütenkörbe enthalten Zungenblüten und Röhrenblüten. Die fertilen weiblichen Zungenblüten (= Strahlenblüten) sind meist gelb mit einer kurz zwei- oder selten dreilappigen Zunge. Die meist zwittrigen, selten rein männlichen, fertilen Röhrenblüten (= Scheibenblüten) sind gelb bis grünlich-gelb. Ihre Kronröhre endet in fünf Kronzipfel. Die Theken der Staubbeutel sind schwarz, selten dunkel-braun. Die Anhängsel der Staubbeutel sind gelb.
Die verkehrt-eiförmigen bis verkehrt-kegelförmigen Achänen dimorph. Die äußeren Achänen sind gestutzt bis keilförmig dreikantig und die inneren sind zwei- oder vierkantig. Einige Achänen sind kurz und unregelmäßig geflügelt. Falls ein Pappus vorhanden ist, besteht er aus einem Ring von sehr kurzen feinen Haaren oder kleiner Schuppen und es können ein bis zu sechs fragile Grannen vorhanden sein.

## Systematik und Verbreitung
Die Gattung Wollastonia wurde 1834 durch Augustin Pyramus de Candolle in Joseph Decaisne: Description d’un herbier de l’ile de Timor: faisant partie des collections botaniques du Muséum d’Histoire Naturelle. in Nouvelles Annales du Museum d’Histoire Naturelle, Tome Troisième, S. 414 aufgestellt. Eine Typusart wurde nicht festgelegt. Der Gattungsname Wollastonia ehrt den englischen Arzt, Physiker und Chemiker William Hyde Wollaston (1766–1828), der die chemischen Elemente Palladium und Rhodium entdeckte.
Die Gattung Wollastonia gehört zur Subtribus Ecliptinae aus der Tribus Heliantheae in der Unterfamilie Asteroideae innerhalb der Familie der Asteraceae. Lange Zeit waren nur wenige (beispielsweise 2010 zwei Arten) Arten in der Gattung Wollastonia s. str. enthalten.
2013 bearbeitete Anthony E. Orchard in The Wollastonia/Melanthera/Wedelia generic complex (Asteraceae: Ecliptinae), with particular reference to Australia and Malesia. In: Nuytsia, Volume 23, S. 337–466 den Wollastonia DC. ex Decne. / Melanthera Rohr / Wedelia Jacq. Gattungskomplex, dabei wurde der Umfang dieser Gattungen wesentlich geändert. Die 13 australasischen Arten, die bisher in Wedelia eingegliedert waren, sind seit 2013 in den neuen Gattungen, Lipoblepharis Orchard sowie Apowollastonia Orchard und in der durch Wagner et al. 1999 erweiterten Gattung Wollastonia DC. ex Decne. s. l. Synonyme für Wollastonia DC. ex Decne. s. l. sind: Wedelia sect. Wollastonia (DC. ex Decne.) Benth. & Hook. f., Aphanopappus Endl., Schizophyllum Nutt. nom. illeg. non E. M. Fries, Lipochaeta sect. Aphanopappus (Endl.) Benth. & Hook. f., Niebuhria Neck. nom. inval., Seruneum Kuntze nom. illeg. superfl., Niebuhria Britten nom. illeg. non Scop. nec DC.
Die etwa 20 Arten der Gattung Wollastonia DC. ex Decne. s. l. sind von den Küsten Ostafrikas über Inseln des Indischen Ozeans bis zum Indischen Subkontinent, China sowie Japan, Malesien, das nördliche bis östliche Australien und über Inseln des südlichen Pazifik bis Fidschi verbreitet. Orchard stellte 2013 16 Arten, die nur auf Hawaiʻi vorkommen, in die Wollastonia s. l.
Seit Orchard 2013 gehören zur Gattung Wollastonia s. l. etwa 20 Arten:
- Wollastonia biflora (L.) DC. (Syn.: Acmella biflora (L.) Spreng., Adenostemma biflorum (L.) Less., Melanthera biflora (L.) Wild, Niebuhria biflora (L.) Britten, Seruneum biflorum (L.) Kuntze, Stemmodontia biflora (L.) W.Wight, Verbesina biflora L., Wedelia biflora (L.) DC., Buphthalmum australe Biehler, Verbesina scandens Roxb. nom. inval., nom. nud., Verbesina scandens Roxb., Verbesina strigulosa Gaudich., Wollastonia strigulosa (Gaudich.) DC. ex Decne., Wollastonia scabriuscula DC. ex Decne. nom. illeg. superfl., Wollastonia insularis DC., Wollastonia glabrata DC., Wedelia glabrata (DC.) Boerl., Wollastonia zanzibarensis DC., Spilanthes peregrina Blanco, Wollastonia serrulata Miq.): Sie ist fast im ganzen Gebiet der Gattung verbreitet, aber kommt nicht in Hawaiʻi vor.[6][1] Es sind 2013 zwei Varietäten akzeptiert:
  - Wollastonia biflora (L.) DC. var. biflora[1]
  - Wollastonia biflora var. ryukyuensis (H.Koyama) Orchard (Syn.: Wedelia biflora var. ryukyuensis H.Koyama, Melanthera biflora var. ryukyuensis (H.Koyama) K.Ohashi & H.Ohashi): Diese Neukombination erfolgte 2013. Sie kommt an den Küsten nur der japanischen Insel Kyushu sowie der Ryūkyū-Inseln und in Taiwan vor.[1]
- Wollastonia bryanii (Sherff) Orchard: Diese Neukombination erfolgte 2013. Sie ist nur von der Typusaufsammlung von 1931 in Hawaii bekannt.[1]
- Wollastonia dentata (H.Lév. & Vaniot) Orchard (Syn.: Eclipta dentata H.Lév. & Vaniot nom. nud. non B.Heyne ex Wall., Verbesina prostrata Hook. & Arn. nom. illeg., non L., Wollastonia prostrata (Hook. & Arn.) Hook. & Arn. nom illeg. non DC., Wedelia prostrata Hemsl., Melanthera prostrata (Hemsl.) W.L.Wagner & H.Rob., Wedelia prostrata var. robusta Makino, Wedelia robusta (Makino) Kitam., Melanthera robusta (Makino) K.Ohashi & H.Ohashi): Diese Neukombination erfolgte 2013. Sie ist besonders an den Küsten in China, Taiwan, Japan, Korea, Thailand, Vietnam sowie in den Philippinen verbreitet.[6][1]
- Wollastonia fauriei (H.Lév.) Orchard: Diese Neukombination erfolgte 2013. Sie kommt nur in Hawaii vor.[1]
- Wollastonia integrifolia (Nutt.) Orchard: Diese Neukombination erfolgte 2013. Sie kommt nur in Hawaii vor.[1]
- Wollastonia kamolensis (O.Deg. & Sherff) Orchard: Diese Neukombination erfolgte 2013. Sie kommt nur in Hawaii vor.[1]
- Wollastonia lavarum (Gaudich.) Orchard: Diese Neukombination erfolgte 2013. Sie kommt nur in Hawaii vor.[1]
- Wollastonia lifuana (Hochr.) Fosb.: Diese Neukombination erfolgte 2013. Sie kommt auf pazifischen Inseln vor.[1]
- Wollastonia micrantha (Nutt.) Orchard: Diese Neukombination erfolgte 2013. Die zwei Unterarten kommen nur in Hawaii vor:[1]
  - Wollastonia micrantha subsp. exigua (O.Deg. & Sherff) Orchard: Diese Neukombination erfolgte 2013.[1]
  - Wollastonia micrantha (Nutt.) Orchard subsp. micrantha[1]
- Wollastonia perdita (Sherff) Orchard: Diese Neukombination erfolgte 2013. Sie kommt nur in Hawaii vor.[1]
- Wollastonia populifolia (Sherff) Orchard: Diese Neukombination erfolgte 2013. Sie kommt nur in Hawaii vor.[1]
- Wollastonia remyi (A.Gray) Orchard: Diese Neukombination erfolgte 2013. Sie kommt nur in Hawaii vor.[1]
- Wollastonia scabriuscula Sch.Bip. ex Miq.:[6][1]
- Wollastonia subcordata (A.Gray) Orchard: Diese Neukombination erfolgte 2013. Sie kommt nur in Hawaii vor.[1]
- Wollastonia tenuifolia (A.Gray) Orchard: Diese Neukombination erfolgte 2013. Sie kommt nur in Hawaii vor.[1]
- Wollastonia tenuis (O.Deg. & Sherff) Orchard: Diese Neukombination erfolgte 2013. Sie kommt nur in Hawaii vor.[1]
- Wollastonia uniflora (Willd.) Orchard (Syn.: Buphthalmum uniflorum G.Forst. nom. nud., Buphthalmum uniflorum Willd., Buphthalmum uniflorum Spreng., Wedelia forsteriana Endl. nom. illeg. superfl., Wollastonia forsteriana (Endl.) DC. nom. illeg. superfl., Wedelia uniflora (Willd.) W.R.B.Oliv., Buphthalmum procumbens G.Forst. nom. inval., nom. nud., Verbesina canescens Gaudich., Wollastonia canescens (Gaudich.) DC., Stemmodontia canescens (Gaudich.) W.Wight, Wedelia canescens (Gaudich.) Merr., Wedelia biflora var. canescens (Gaudich.) Fosberg, Verbesina argentea Gaudich., Wedelia argentea (Gaudich.) Merr., Wedelia chamissonis Less. nom. illeg. superfl., Verbesina canescens Gaudich., Lipochaeta ovata R.C.Gardner): Sie kommt in Australien und auf Norfolk sowie der Lord-Howe-Insel und einigen Inseln Mikronesiens vor.[6][1]
- Wollastonia venosa (Sherff) Orchard: Diese Neukombination erfolgte 2013. Sie kommt nur in Hawaii vor.[1]
- Wollastonia waimeaensis (H.St.John) Orchard: Diese Neukombination erfolgte 2013. Sie kommt nur in Hawaii vor.[1]

## Nutzung
Wollastonia uniflora wird in Guam in der Volksmedizin verwendet, dort wird aus den unterirdischen Teilen sowie den Laubblättern durch Kochen ein Getränk gegen Tuberkulose hergestellt.